# Джаны-Джол (Кеминский район)
Джаны-Джол (кирг. Жаңы-Жол) — село в Кеминском районе Чуйской области Кыргызстана. Входит в состав Ильичёвского аильного округа. Код СОАТЕ — 41708 213 817 02 0.

## Население
| год     | 2009 | 2014 | 2015 |
| ------- | ---- | ---- | ---- |
| человек | 210  | 249  | 254  |